# ديان مالينوفيتش
ديان مالينوفيتش مواليد 12 أبريل 1992 في بانيا لوكا، البوسنة والهرسك، هو لاعب كرة يد بوسني يلعب كظهير أيمن. يلعب حاليا مع نادي كريتاي لكرة اليد ويحمل الرقم 8. مثل منتخب البوسنة والهرسك لكرة اليد.

## سجل المنافسة
شارك في البطولات التالية:
- بطولة العالم لكرة اليد للرجال 2015

## روابط خارجية
- ديان مالينوفيتش على موقع الاتحاد الأوروبي لكرة اليد (الإنجليزية)
- ديان مالينوفيتش على موقع الاتحاد الفرنسي لكرة اليد (الفرنسية)